# Discographie de Lartiste
 (septembre 2020).
Si vous disposez d'ouvrages ou d'articles de référence ou si vous connaissez des sites web de qualité traitant du thème abordé ici, merci de compléter l'article en donnant les références utiles à sa vérifiabilité et en les liant à la section « Notes et références ».
La discographie du rappeur franco-marocain Lartiste comprend l'ensemble des disques et singles publiés durant sa carrière musicale.
Durant sa carrière, Lartiste a obtenu quatre disque d'or et quatre disque de platine et un disque double platine. Il a également obtenu neuf single d'or, cinq single de platine et quatre single de diamant.

## Albums

### Albums studios
| Titre                                                              | Détails de l'album                                                              | Meilleure position | Meilleure position | Meilleure position | Ventes           | Certifications   |
| Titre                                                              | Détails de l'album                                                              | FRA                | WAL                | SUI                | Ventes           | Certifications   |
| ------------------------------------------------------------------ | ------------------------------------------------------------------------------- | ------------------ | ------------------ | ------------------ | ---------------- | ---------------- |
| Lalbum                                                             | - Sortie : 5 juillet 2013 - Label : Hostile Records, EMI                        | —                  | —                  | —                  |                  |                  |
| Fenomeno                                                           | - Sortie : 30 mars 2015 - Label : Six-o-nine, Musicast                          | 14                 | 102                | —                  | France : 50 000  | France : Or      |
| Maestro                                                            | - Sortie : 4 mars 2016 - Label : Monstre Marin / Polydor, Universal             | 4                  | 13                 | —                  | France : 100 000 | France : Platine |
| Clandestino                                                        | - Sortie : 9 décembre 2016 - Label : Purple Money, Because                      | 37                 | 59                 | —                  | France : 100 000 | France : Platine |
| Grandestino                                                        | - Sortie : 23 février 2018 - Label : Purple Money, Because                      | 6                  | 18                 | —                  | France : 100 000 | France : Platine |
| Quartier latin vol. 1                                              | - Sortie : 1er février 2019 - Label : NuDeal Records                            | 7                  | 30                 | 93                 |                  |                  |
| Comme avant                                                        | - Sortie : 17 juillet 2020 23 octobre 2020 (Réédition) - Label : NuDeal Records | 34                 | 84                 | —                  |                  |                  |
| « — » indique que le titre n'est pas sorti ou classé dans le pays. |                                                                                 |                    |                    |                    |                  |                  |

## Singles

### En tant qu'artiste principal
| Année | Titre                                      | Meilleure position | Meilleure position | Meilleure position | Meilleure position | Certification                      | Album                 |
| Année | Titre                                      | FRA                | WAL                | SUI                | PRT                | Certification                      | Album                 |
| ----- | ------------------------------------------ | ------------------ | ------------------ | ------------------ | ------------------ | ---------------------------------- | --------------------- |
| 2012  | Mévader                                    | —                  | —                  | —                  | —                  |                                    | Lalbum                |
| 2015  | Destination Finale                         | 153                | —                  | —                  | —                  |                                    | Fenomeno              |
| 2015  | Polygame (feat. Dr. Beriz)                 | 196                | —                  | —                  | —                  |                                    | Fenomeno              |
| 2015  | Bang Bang                                  | 144                | —                  | —                  | —                  |                                    | Fenomeno              |
| 2016  | Maestro                                    | 59                 | —                  | —                  | —                  | - France : Platine                 | Maestro               |
| 2016  | Trop de flow (feat. Clayton Hamilton)      | 154                | —                  | —                  | —                  |                                    | Maestro               |
| 2016  | Missile                                    | 106                | —                  | —                  | —                  | - France : Or                      | Maestro               |
| 2016  | Amour parano                               | 109                | —                  | —                  | —                  |                                    | Maestro               |
| 2016  | J'arrive pas (feat. Lefa)                  | 110                | —                  | —                  | —                  |                                    | Maestro               |
| 2016  | Combien tu t'appelles?                     | 183                | —                  | —                  | —                  |                                    | Maestro               |
| 2016  | Clandestina                                | 59                 | —                  | —                  | —                  | - France : Platine                 | Clandestino           |
| 2016  | Soleil                                     | 158                | —                  | —                  | —                  |                                    | Clandestino           |
| 2016  | Liaisons dangereuses                       | 102                | —                  | —                  | —                  |                                    | Clandestino           |
| 2016  | Chocolat (feat. Awa Imani)                 | 4                  | 12                 | 75                 | —                  | - Belgique : Or - France : Diamant | Clandestino           |
| 2016  | Bye Bye Baby                               | 154                | —                  | —                  | —                  |                                    | Clandestino           |
| 2017  | Pardonner                                  | 176                | —                  | —                  | —                  | - France : Or                      |                       |
| 2017  | Catchu Catchu                              | 7                  | 26                 | —                  | —                  | - France : Platine                 | Grandestino           |
| 2017  | Vai et Viens                               | 77                 | 2 (Ultratip)       | —                  | —                  | - France : Diamant                 | Grandestino           |
| 2018  | Mafiosa (feat. Caroliina)                  | 1                  | 6                  | 38                 | 1                  | - France : Diamant - Belgique : Or | Grandestino           |
| 2019  | Peligrosa (feat. Karol G)                  | 133                | —                  | —                  | —                  |                                    | Quartier Latin Vol. 1 |
| 2019  | Social                                     | —                  | —                  | —                  | —                  |                                    | Quartier Latin Vol. 1 |
| 2019  | Tikka (feat. Heuss l'Enfoiré)              | 91                 | —                  | —                  | —                  |                                    | Quartier Latin Vol. 1 |
| 2020  | La Chanson                                 | —                  | —                  | —                  | —                  |                                    | Comme avant           |
| 2020  | BLG (feat. Mizi)                           | —                  | —                  | —                  | —                  |                                    | Comme avant           |
| 2020  | Comme Avant (feat. Caroliina et Dj Vens-T) | 152                | 27 (Ultratip)      | —                  | —                  |                                    | Comme avant           |
| 2020  | Bolingo (feat. Lyna Mahyem)                | 159                | 25 (Ultratip)      | —                  | —                  |                                    | Comme avant           |
| 2020  | A bon écouteur                             | —                  | —                  | —                  | —                  |                                    | Comme avant           |
| 2021  | Riviera                                    | —                  | —                  | —                  | —                  |                                    | —                     |
| 2022  | Une Deux                                   | —                  | —                  | —                  | —                  |                                    | —                     |
| 2022  | Persona                                    | —                  | —                  | —                  | —                  |                                    | —                     |
| 2022  | FOTO (feat. Nej')                          | 118                | —                  | —                  | —                  |                                    | —                     |
| 2022  | 00:00                                      | —                  | —                  | —                  | —                  |                                    | —                     |
| 2023  | Geto (feat. 1da Banton)                    | —                  | —                  | —                  | —                  |                                    | —                     |
| 2023  | Zarzour                                    | 114                | —                  | —                  | —                  |                                    | —                     |
| 2023  | Barcelona                                  | —                  | —                  | —                  | —                  |                                    | —                     |

## Collaborations
| Année | Titre                                                                                      | Meilleure position | Certification      | Album                    |
| Année | Titre                                                                                      | FRA                | Certification      | Album                    |
| ----- | ------------------------------------------------------------------------------------------ | ------------------ | ------------------ | ------------------------ |
| 2017  | Grand Paris (Médine feat. Lartiste, Lino, Sofiane, Alivor, Seth Gueko, Ninho & Youssoupha) | 65                 | - France : Or      | Prose Élite              |
| 2017  | C'est une frappe (DJ Hamida feat. Lartiste)                                                | 86                 | - France : Or      | À la bien mix party 2017 |
| 2019  | On Fleek (Eva feat. Lartiste)                                                              | 1                  | - France : Platine | Queen                    |

### Collaborations non certifiés
- 2014 : DJ Hamida feat. Lartiste, Kayna Samet & Rim'K - Déconnectés (sur l'album À la bien mix party 2014)
- 2014 : DJ Hamida feat. Lartiste & Kader Japonais - Trabendo Musical (sur l'album À la bien mix party 2014)
- 2015 : L'Algérino feat. Lartiste - Fais tourner (sur l'album Oriental Dream)
- 2015 : Vitaa feat. Lartiste - Mégalo (sur l'album La Même )
- 2015 : La Fouine feat. Lartiste - Insta (sur l'album Nouveau Monde)
- 2016 : Rim'K feat. Lartiste - Vida Loca (sur l'album Monster Tape)
- 2016 : La Fouine feat Lartiste - Insta (sur l'album Nouveau Monde)
- 2017 : Abou Debeing feat. Lartiste - Player (sur la mixtape Debeinguerie)
- 2017 : DJ Babs feat. Lartiste - Laisse nous passer
- 2017 : Médine feat. Sofiane, Lartiste, Ninho, Seth Gueko, Youssoupha, Lino & Alivor - Grand Paris (sur l'album Prose Élite)
- 2017 : Rim'K feat. Lartiste - Mama Nostra (sur l'album Fantôme)
- 2017 : DJ Hamida feat. Lartiste - C'est une frappe (sur la compilation À la bien mix party 2017)
- 2017 : Barack Adama feat. Lartiste - Azelé (sur la mixtape La Propagande Vol. 2)
- 2017 : Aya Nakamura feat. Lartiste - Jalousie (sur l'album Journal intime)
- 2017 : Alonzo feat. Lartiste - Dalé (sur l'album 100%)
- 2018 : Alrima feat. Lartiste - Zone (sur l'album Fuego)
- 2018 : Lartiste & Naza - Attache ta ceinture (sur la bande originale du film Taxi 5)
- 2018 : DJ Hamida feat. Lartiste - Ciao Bella (sur la compilation À la bien mix party 2018)
- 2018 : Sofiane, Lartiste & Kaaris - Pas le choix (sur la compilation 93 Empire)
- 2019 : Kaaris feat. Lartiste - Zumba noir (sur l'album Or noir 3)
- 2019 : Hache-P feat. Lartiste - Impala (sur l'album ROCKNROLL)
- 2020 : DJ Hamida feat. Laila Chakir & Lartiste - Berbère gang (sur l'album À la bien mix party 2020)
- 2021 : Awa Imani feat. Lartiste - Je le veux

## Vidéos
2015
- Hypocrite
- À Bon Entendeur
- Pas Pousser
- Fais Le : Freestyle Punchline Du Rap Français
- Polygame
- Trop De Flow (feat. Clayton Hamilton)
- Bang Bang
- Ciao Amigo

2016
- Maestro
- K-Méha²
- Combien tu t’appelles ? – ACTE I
- Missile – ACTE II
- Ça me va
- Soleil
- Gonzales (feat. 7Liwa)
- J'arrive pas - ACTE IV (feat. Lefa)
- Intro
- Amour parano
- Clandestina
- Lifat Mat
- Dark Vador
- Joker
- Le Moral (feat. Kazmi)

2017
- Chocolat (feat. Awa Imani)
- Pardonner
- Catchu
- Vaï & viens

2018
- Mafiosa (feat. Caroliina)

2019
- Social
- Tikka (feat Heuss l'enfoiré)
- Peligrosa (feat Karol G)

2020
- La Chanson
- BLG (feat Mizi)
- Comme Avant (feat Caroliina et Dj Vens-T)
- À bon écouteur